# Caranday
El caranday (Trithrinax campestris) és una palmera (arecàcia). És una planta nativa de l'oest i el centre d'Uruguai i del centre i nord de l'Argentina. És molt resistent i creix en zones de sòls àrids, pedregosos i secs, aguant fins -11,5 °C. Es distingeix pel fet de conservar enganxat al seu tronc (estípit) les restes de les fulles seques.

## Característiques

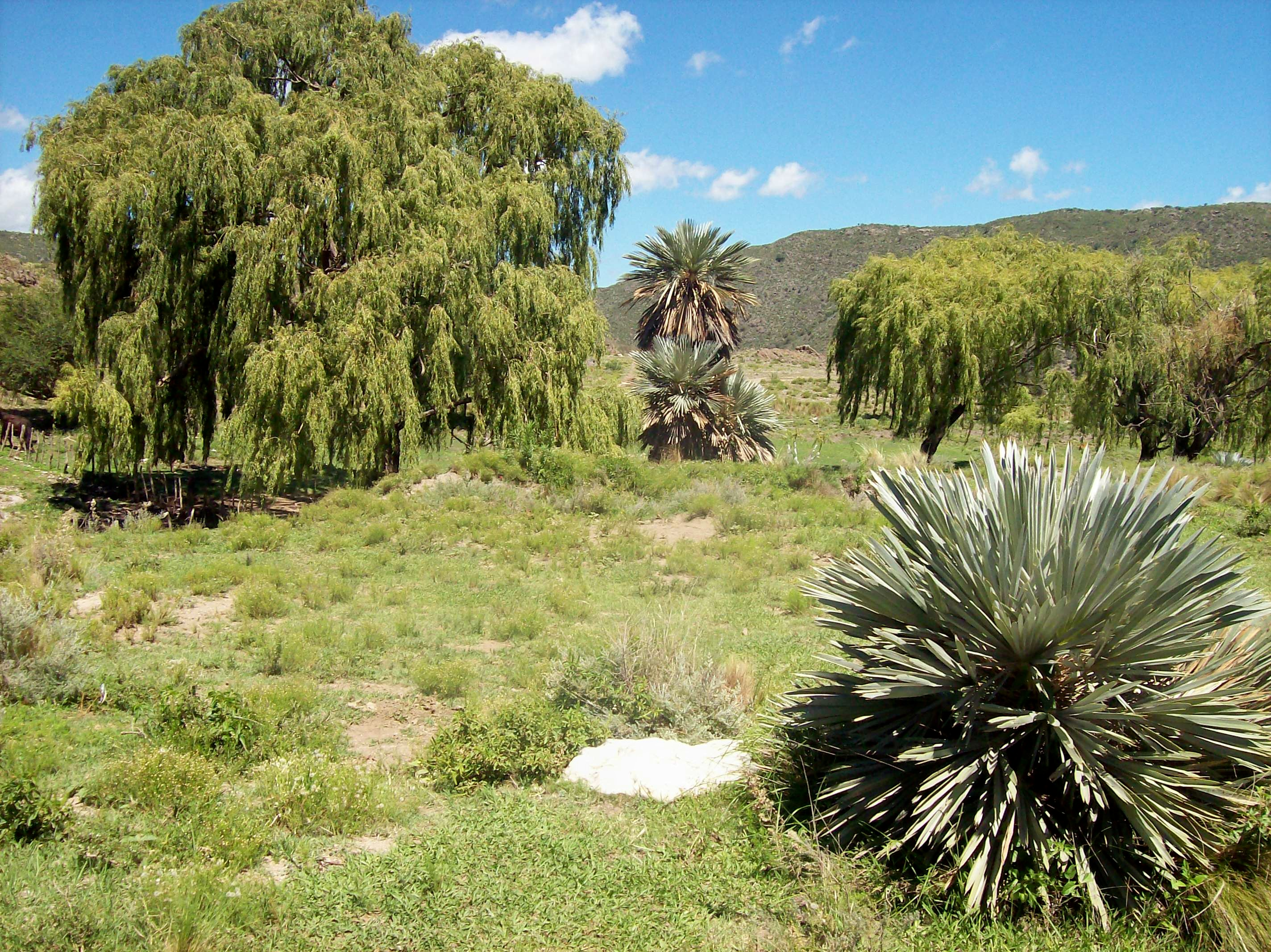
Palmeres Caranday a Pampa de Pocho, Argentina.

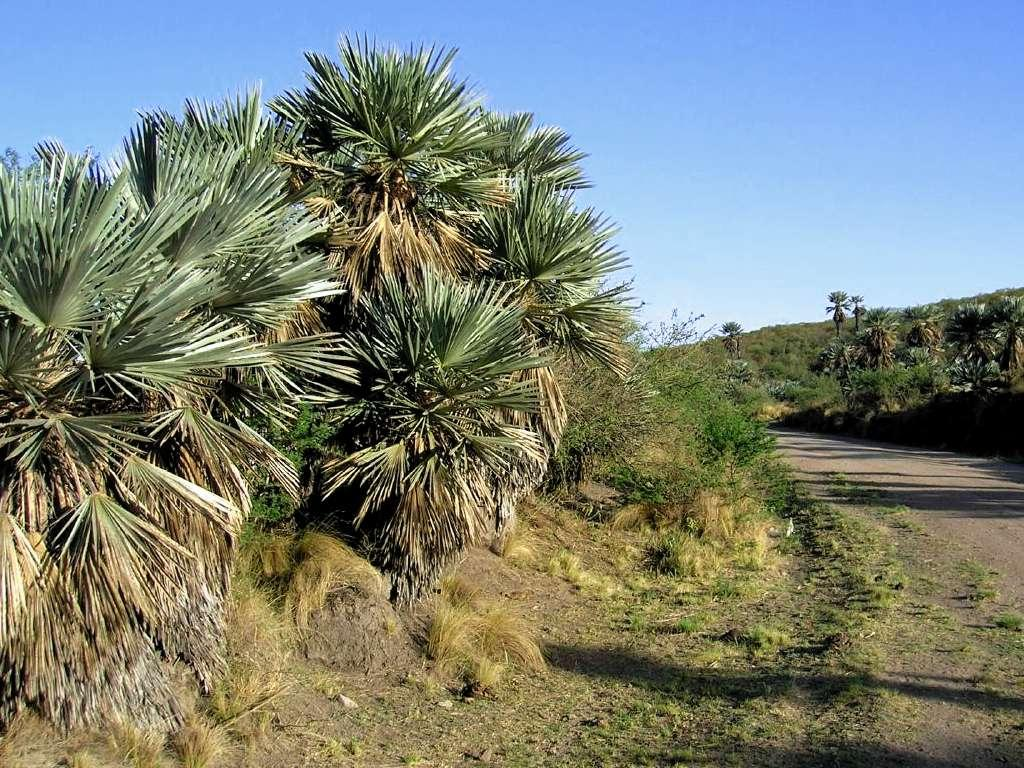
Més Trithrinax campestris a Pampa de Pocho

T. campestris és una palmera amb una tija o moltes, fa fins a 6 m d'alt. Les seves fulles són palmades de fins a 1 m de llarg; les seves fulles són molt dures.
Floreix a la tardor i els fruits són drupes subesfèriques d'1,5 a 2 cm de diàmetre.

## Usos
La seva fibra es fa servir per fer barrets i altres estris. Encara que els fruits no són comestibles se n'elabora una beguda alcohòlica mitjançant la seva fermentació.